# Anno sacerdotale

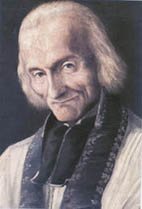
Jean-Marie Vianney

L'Anno sacerdotale è stato uno speciale anno giubilare indetto dalla Chiesa cattolica dal 19 giugno 2009 all'11 giugno 2010, in occasione dei 150 anni dalla morte di san Jean-Marie Baptiste Vianney, patrono dei parroci.
L'Anno sacerdotale ha seguito direttamente l'Anno paolino, indetto da papa Benedetto XVI nel 2008.

## L'annuncio
L'annuncio ufficiale dell'indizione dell'Anno sacerdotale venne dato il 16 marzo 2009 dal papa Benedetto XVI durante un'udienza all'assemblea plenaria della Congregazione per il clero:
(Benedetto XVI, Discorso ai partecipanti alla Plenaria della Congregazione per il clero, 16 marzo 2009)
La lettera di indizione dell'Anno sacerdotale porta la data del 16 giugno 2009.

## L'apertura
In occasione dell'apertura dell'Anno sacerdotale, il 19 giugno 2009, il papa celebrò nella basilica vaticana i secondi vespri della solennità del Sacro Cuore di Gesù alla presenza delle reliquie del santo curato d'Ars, portata dal vescovo di Belley-Ars.
Pochi giorni dopo, il 21 giugno, si recò in visita pastorale a San Giovanni Rotondo per venerare la salma di san Pio da Pietrelcina. Alcuni giornalisti del mondo cattolico hanno espresso la convinzione che non si trattasse solo di una coincidenza:
(da "Avvenire" del 21 giugno 2009)

## Il collegamento con l'Anno paolino
L'Anno sacerdotale ha seguito direttamente l'Anno paolino, indetto dal papa nel 2008. Egli stesso ha poi evidenziato in più occasioni il legame tra le due figure (quella di Paolo di Tarso e di Jean-Marie Vianney):
(Benedetto XVI all'udienza generale del 24 giugno 2009)

## La chiusura
L'Anno sacerdotale si è concluso con un grande raduno di sacerdoti da tutto il mondo dal 9 all'11 giugno 2010. La conclusione è avvenuta con la celebrazione eucaristica in piazza San Pietro presieduta da papa Benedetto XVI.